# Oleg Veretennikov
Oleg Veretennikov (* 5. ledna 1970 Revda) je bývalý ruský fotbalista a trenér. Hrál v mnoha klubech, nejdéle v Rotoru Volgograd, v jehož dresu se stal 3× králem střelců ruské ligy.

## Hráčská kariéra
Oleg Veretennikov hrál za Uralmaš, Metallurg Sverdlovsk, CSKA Moskva, SKA Rostov, Rotor Volgograd, řecký Aris Soluň, belgický Lierse, Sokol Saratov, Lisma-Mordovia Saransk, Uralan Elista a kazašské kluby Ženis Astana a Irtyš Pavlodar.
V dresu Volgogradu se stal 3× králem střelců ruské ligy. Se 143 góly je dokonce historicky nejlepším střelcem samostatné ruské ligy (platné k srpnu 2019).
Za Rusko nastoupil ve 4 zápasech.

## Úspěchy

### Klub
- 2. místo v lize: 1993, 1997

### Individuální
- Král střelců ruské ligy: 1995, 1997, 1998
- Nejlepší útočný záložník dle Sport-Express: 1993, 1995, 1997
- Nejlepší střední záložník dle Sport-Express: 1998